# Codename: Panzers
Codename: Panzers là một game chiến thuật thời gian thực lấy bối cảnh Thế chiến II được tạo ra bởi nhà phát triển Hungary StormRegion và được phát hành vào năm 2004. Dòng game lại bước vào quá trình lặp đi lặp lại vào tháng 7 năm 2005 với Codename: Panzers Phase II. Bản Codename: Panzers Phase III ban đầu được nhà sản xuất lên kế hoạch phát triển, nhưng không còn xuất hiện trên trang web chính thức. Thay vào đó là Codename: Panzers – Cold War. Hai phần đầu của dòng game không chạy trên các hệ điều hành 64-bit do không tương thích driver của StarForce Protection. Codename: Panzers được dự định là một sê-ri ba phần nhằm miêu tả những xung đột khác nhau của cuộc chiến tranh thế giới thứ hai. Codename: Panzers hiện đang nắm giữ điểm số 81% trên trang web tổng hợp các bài đánh giá phê bình Metacritic.

## Cốt truyện
Phần đầu tiên (Phase I) tập trung vào ba chiến dịch: Đức (dưới sự chỉ huy của Hans Von Gröbel), Liên Xô (dưới sự chỉ huy của Aleksander Efremovich Vladimirov), và Đồng Minh phương Tây (dưới sự chỉ huy của Jeffrey S. "The Buck" Wilson và James "The Gent" Barnes). Chiến dịch phe Đức bắt đầu bằng cuộc tấn công thần tốc vào Ba Lan, Pháp và sau đó là cuộc xâm lược Liên Xô, với nhiệm vụ chiến dịch cuối cùng tại Stalingrad. Chiến dịch phe Liên Xô bắt đầu lần lượt tại trận Stalingrad và kết thúc với trận Berlin và đánh chiếm Reichstag. Chiến dịch phe Đồng Minh bắt đầu với Chiến dịch Overlord và cuộc đổ bộ Normandy bao gồm các trận đánh nổi tiếng như Chiến dịch Market Garden và Trận Ardennes. Game có những đại diện thực tế của quân binh chủng như xe tăng, pháo binh, không quân và bộ binh từ Đức, Mỹ, Liên Xô, Anh, Pháp và Ba Lan. Ngoài ra còn thêm vào lực lượng du kích Serbia trong chiến dịch của Đức khi người chơi di chuyển qua một khu vực nổi loạn của Nedić's Serbia.
Phần thứ hai của game (Phase II) thì tập trung vào ba chiến dịch: Phe Trục (nhà lãnh đạo tương tự như trong phần đầu tiên với Dario DeAngelis, nhà lãnh đạo Ý), Đồng Minh phương Tây (lãnh đạo tương tự như trong phần đầu tiên), và du kích Nam Tư (dưới sự chỉ huy của Farvan "Vuk" Pondurovik, đôi khi viết sai chính tả thành Fervan). Chiến dịch phe Trục theo bước chân của liên quân Ý dưới quyền Dario de Angelis và Quân đoàn Phi Châu của Đức thông qua Mặt trận Bắc Phi đến trận El Alamein thứ nhất. Chiến dịch của phe Đồng Minh phương Tây bắt đầu ở trận El Alamein thứ hai và bao gồm Chiến dịch Torch, trận Tobruk, và trận chiến đèo Kasserine, sau đó kết thúc với sự kiện quân Đồng Minh xâm chiếm nước Ý bao gồm Anzio và trận Monte Cassino. Chiến dịch phe du kích Nam Tư chủ yếu tập trung vào các cuộc chiến đấu chống lại ách chiếm đóng của quân Phát xít ở khu vực Balkan với trợ giúp của Nga.

## Lối chơi

### Codename: Panzers Phase I
Giống như tựa game Soldiers: Heroes of World War II và ở một mức độ thấp hơn là Blitzkrieg, Codename: Panzers tập trung vào việc quản lý các nhóm binh sĩ, xe tăng, xe bọc thép và pháo binh và tiêu diệt kẻ thù và hoàn thành các mục tiêu. Ngoài ra game còn có các khái niệm như cung ứng, sửa chữa, và hỗ trợ đường không (vận chuyển và ném bom). Hoàn thành các yêu cầu nhiệm vụ và mục tiêu tùy chọn cho phép người chơi tích lũy điểm để nâng cấp các đơn vị hiện có hoặc được sử dụng để thêm các đơn vị mới. Tất cả các đơn vị đều đạt điểm kinh nghiệm và được thăng cấp, làm cho đơn vị đó có quyền và vị trí quan trọng hơn. Trong một số chiến dịch, nếu người chơi giành được thắng lợi thì sẽ được thưởng điểm Prestige, cho phép mua và nâng cấp trang thiết bị cho lực lượng của mình.
Các đơn vị trong game bao gồm bộ binh, thiết giáp, pháo binh được thể hiện giống như các đơn vị thực tế sử dụng bởi lực lượng vũ trang của các quốc gia 'trong Thế chiến II. Xe tăng, pháo binh cung cấp hoả lưc tầm xa trong khi các đơn vị bộ binh có thể được sử dụng tham gia tấn công vào bộ binh đối phương hoặc phòng thủ tại các công trình đồn trú. Người chơi cũng được yêu cầu phải bảo dưỡng xe cộ để vận chuyển đạn dược và xe tải sửa chữa. Trong các nhiệm vụ, người chơi có thể gọi một số lượng hạn chế máy bay ném bom (bổ nhào), ném bom trải thảm, máy bay trinh sát, lính nhảy dù, và pháo binh bắn hỗ trợ. Hệ thống chiến đấu trong game được thể hiện ở mức thực tế cao chẳng hạn mổi xe tăng chỉ có sức chứa đạn giới hạn. Các đơn vị pháo binh hạng nặng không thể di chuyển nhanh nếu không được chuyên chở bằng xe tải. Khi hành quân ban đêm người chơi phải cân nhắc giữa việc giới hạn tầm nhìn và tốc độ. Nếu bật đèn rất dễ bị địch phát hiện ra vị trí.

### Codename: Panzers Phase II
Hệ thống chiến đấu trong Codename: Panzers Phase Two được thể hiện ở mức chi tiết cao với các mức trang bị rõ ràng và sức chứa đạn dược có giới hạn ở xe tăng. Một số cỗ xe bọc thép như Semovente Basotto và SU-85 thì không có mâm pháo nên phải trông mong vào lớp giáp bảo vệ chúng. Các đơn vị pháo binh hạng nặng thì được chuyên chở bằng xe tải, trong khi binh lính thì sử dụng các loại vũ khí cầm tay gọn nhẹ có thể kết hợp để tăng mức hữu dụng và sức mạnh của đội quân. Súng phòng không rất lợi hại trong việc bắn hạ các loại máy bay chiến đấu, tầm ảnh hưởng của nó còn mạnh đến nỗi có thể cắt đứt sự truyền tải sóng vô tuyến.
Trong Codename: Panzers Phase Two vẫn có một số chi tiết vượt ngoài khả năng thật nên có. Máy bay ném bom sẽ dư sức quét sạch toàn bộ các đơn vị bộ binh với tốc độ rất nhanh, trong khi các khẩu Flak 88 thì không thể tiêu diệt được loại Sherman bằng một phát bắn, rồi đơn vị súng phun lửa có thể thiêu rụi các đơn vị Tiger Tanks. Lối chơi của Panzers nhấn mạnh chiến thuật hơn là việc điều khiển từng đơn vị một. Để tối đa hóa điểm số trong game, người chơi cần hoàn thành hết tất cả các nhiệm vụ, kể cả nhiệm vụ phụ hoặc được ban chỉ huy giao bất ngờ trong màn chơi. Một toán quân của người chơi sẽ có tối đa 25 đơn vị, trong đó có 10 đơn vị là tăng. Bộ binh được trang bị ống nhòm, thiết bị rà mìn, bom xăng và nhiều nữa. Tất cả các đơn vị đều đạt điểm kinh nghiệm và được thăng cấp, làm cho đơn vị đó có quyền và vị trí quan trọng hơn. Trong một số chiến dịch, nếu người chơi giành được thắng lợi thì sẽ được thưởng điểm Prestige, cho phép mua và nâng cấp trang thiết bị cho lực lượng của mình.